# 江田島町津久茂
江田島町津久茂（えたじまちょうつくも）とは、広島県江田島市にある地名。
郵便番号は737-2126。

## 地理

### 山
- クマン岳

### 海
- 津久茂瀬戸[2]

## 隣接する地名
- 江田島町宮ノ原[3]
- 江田島町大須
- 能美町高田 - 海を隔てて隣接。
- 能美町中町 - 海を隔てて隣接。
- 沖美町三吉 - 海を隔てて隣接。

## 交通

### 道路

#### 国道
- 国道487号

#### 県道
- 広島県道297号石風呂切串線

## 建造物
- 国立青少年交流の家/江田島市 津久茂1丁目-1[4]

1966年1月13日 安芸郡江田島町に設置を決定し、1968年に研修業務を開始させ、33年後の2001年2月15日に独立行政法人国立青年の家に移行し5年後に今の名前に改名された。
また2009年 - 2010年まで耐震工事のため休館されていた
- 吉田病院 津久茂2丁目-6[6]

- 江田島市企業局水道事業 津久茂2丁目-16

## 出身者
- 登張竹風 - ドイツ文学者、評論家。